# Osgual González
Osgual Alexander González Pérez (c. 1981-centro penal de Tocuyito, estado Carabobo, Venezuela, 15 de diciembre de 2024) fue un preso político venezolano detenido días después de las elecciones presidenciales de Venezuela de 2024 y fallecido en la cárcel a los 43 años de edad. Osgual fue el tercer preso político fallecido el mismo mes, y la segunda en el penal de Tocuyito. Presentó síntomas de padecer hepatitis A, pero el diagnóstico de los médicos en la cárcel fue que tenía un cólico renal. Los familiares pidieron su traslado a un centro hospitalario, pero éste fue negado, y Osgual permaneció hospitalizado por al menos trece días antes de su muerte.

## Detención y muerte
El 1 de agosto de 2024, días después de las elecciones presidenciales de Venezuela, funcionarios de la Dirección Contra la Delincuencia Organizada, adscrita a la Policía Nacional Bolivariana (PNB), arrestaron a Osgual y a su hijo en su casa en Barquisimeto, estado Lara. Ambos fueron recluidos en el centro penal de Tocuyito, en el estado Carabobo.
Para diciembre, González presentó síntomas como piel amarilla, labios morados, inflamación abdominal y fuertes dolores, factores presentes con la hepatitis A. Sin embargo, el diagnóstico de los médicos del recinto penitenciario fue de un cólico nefrítico. Como tratamiento, sólo se le suministraron pastillas analgésicas, lo cual empeoró la condición según un familiar. Los familiares pidieron que fuese trasladado a un centro hospitalario y que se le realizara una ecografía abdominal, lo cual no ocurrió. También pidieron hablar con el director del penal, sin éxito.
Osgual estuvo al menos trece días hospitalizado antes de su muerte, a los 43 años de edad. Osgual fue el tercer preso político fallecido el mismo mes, y el segundo en el penal de Tocuyito. Su fallecimiento fue confirmado por su familia y por el Observatorio Venezolano de Prisiones. Los familiares fueron contactados alrededor de las 5:00 de la madrugada del 16 de diciembre, y González falleció alrededor de las 7:00 de la noche según la información ofrecida. El mismo día se trasladaron de Barquisimeto a Valencia para retirar su cuerpo en la morgue. Para el momento de su muerte, su hijo de diecinueve años de edad continuaba detenido.